# Бреборниця
45°18′ пн. ш. 15°36′ сх. д. / 45.30° пн. ш. 15.60° сх. д.
Бреборниця (хорв. Brebornica) — населений пункт у Хорватії, у Карловацькій жупанії у складі громади Крняк.

## Населення
Населення за даними перепису 2011 року становило 63 осіб.
Динаміка чисельності населення поселення: